# Bronisław Abramowicz
Bronisław Burczak Abramowicz (Załuchów, 12 dicembre 1837 – Cracovia, 17 luglio 1912) è stato un pittore polacco.

## Biografia
Nacque nel piccolo villaggio di Załuchów, oggi in territorio ucraino, e studiò all'Accademia di belle arti di Varsavia tra il 1858 e il 1861, quindi alle Accademie di Monaco di Baviera e di Vienna. Attivo principalmente a Cracovia dal 1868 in avanti, divenne noto come pittore di dipinti storici e di scene di caccia, tradizionali e folkloristiche polacche.
Sue opere sono conservate al Museo nazionale di Cracovia e al Museo nazionale di Poznań.

## Galleria d'immagini

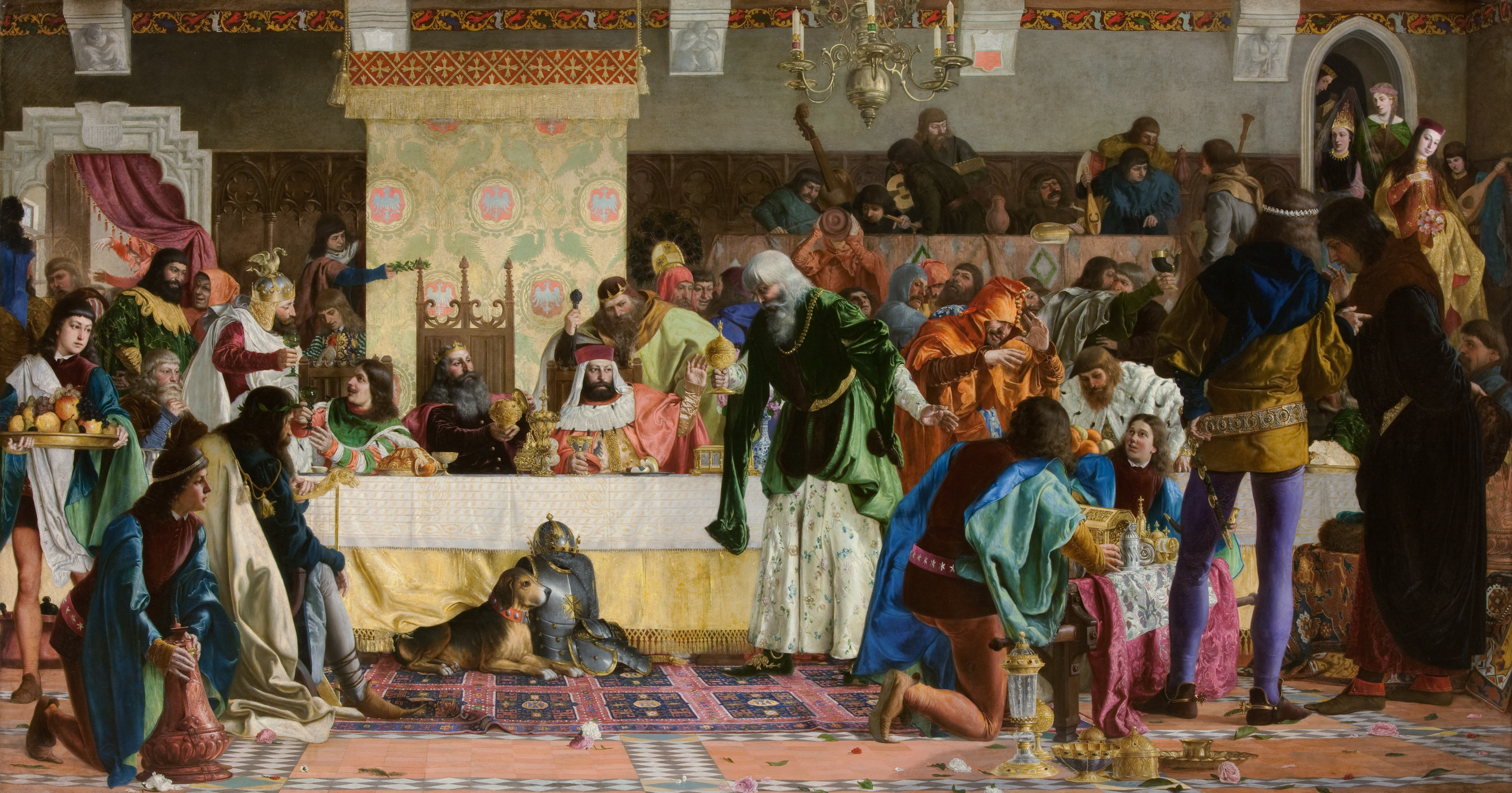
La Festa di Wierzynek, 1876 (Cracovia, Museo nazionale)
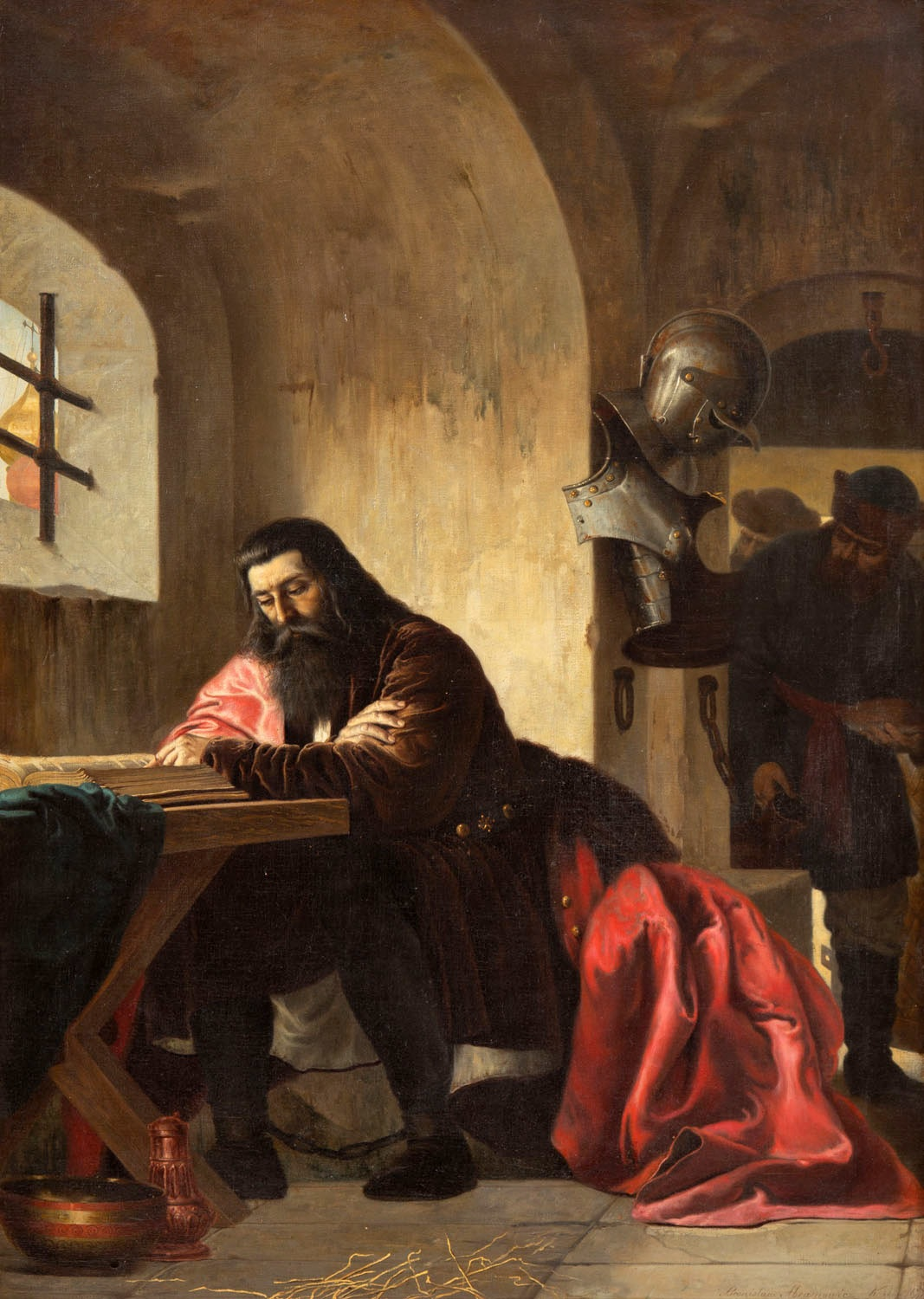
Il principe Ostrogski durante la prigionia russa, 1877
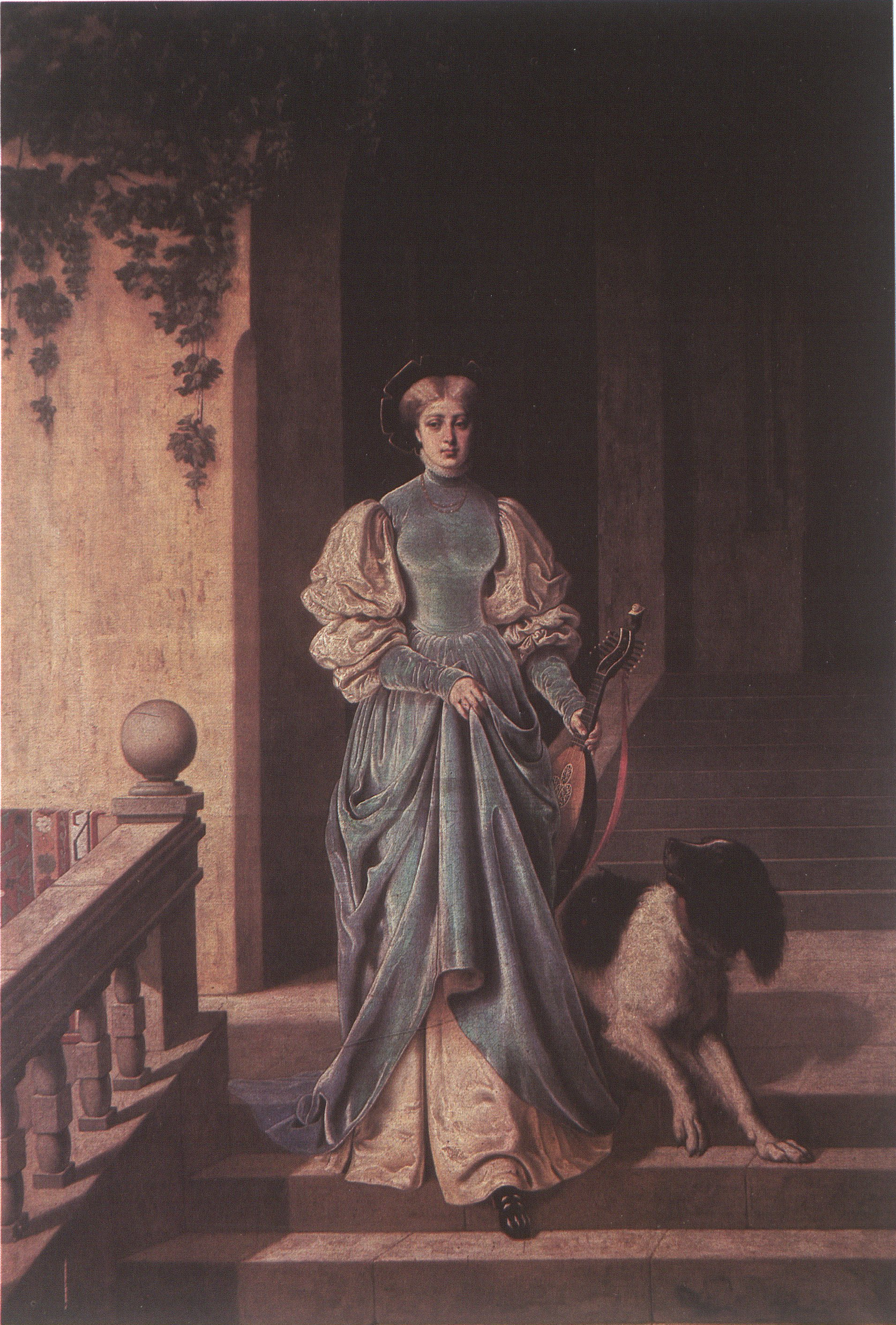
La castellana, 1882 (Poznań, Museo nazionale)
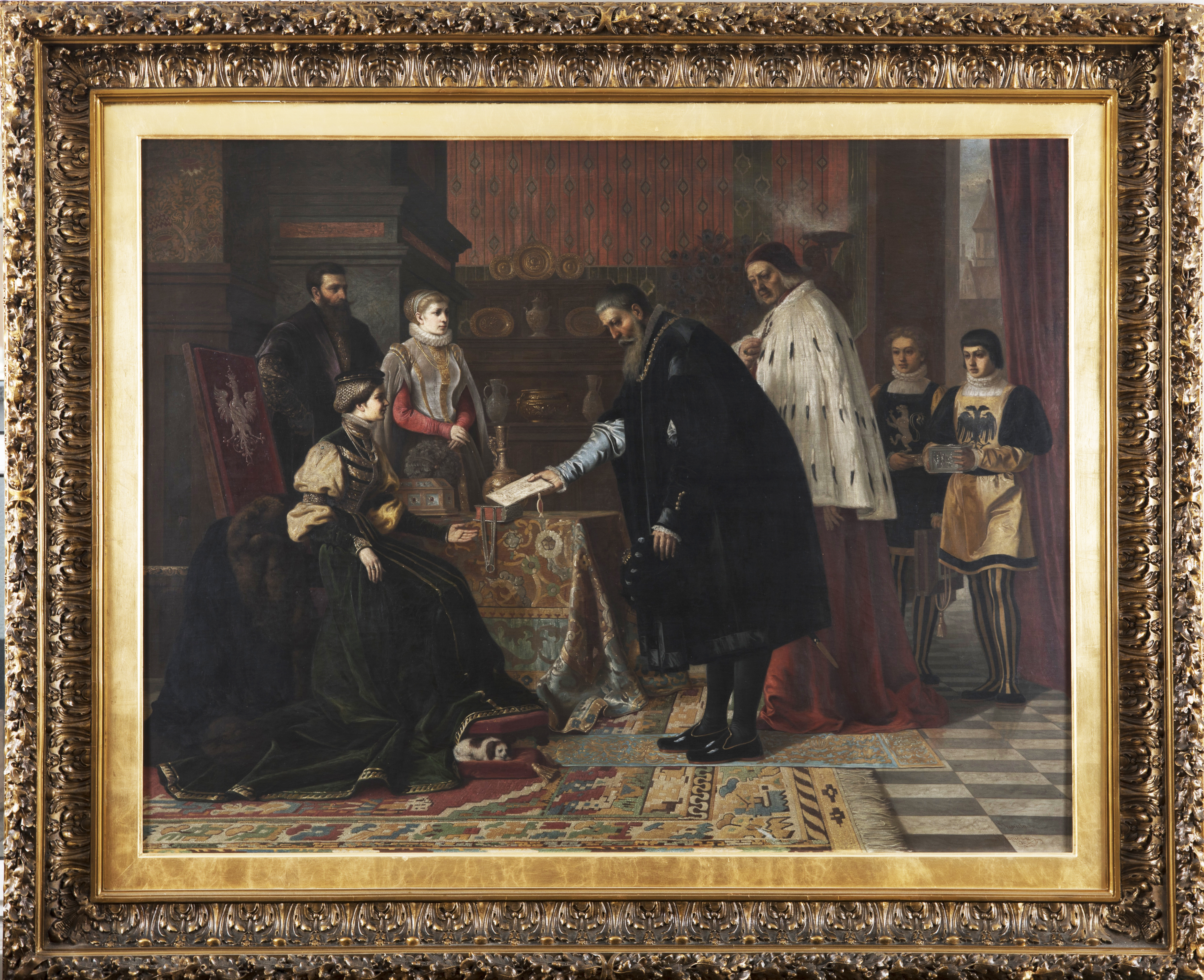
Elisabetta d'Asburgo riceve il messaggio del padre Ferdinando d'Asburgo, 1883
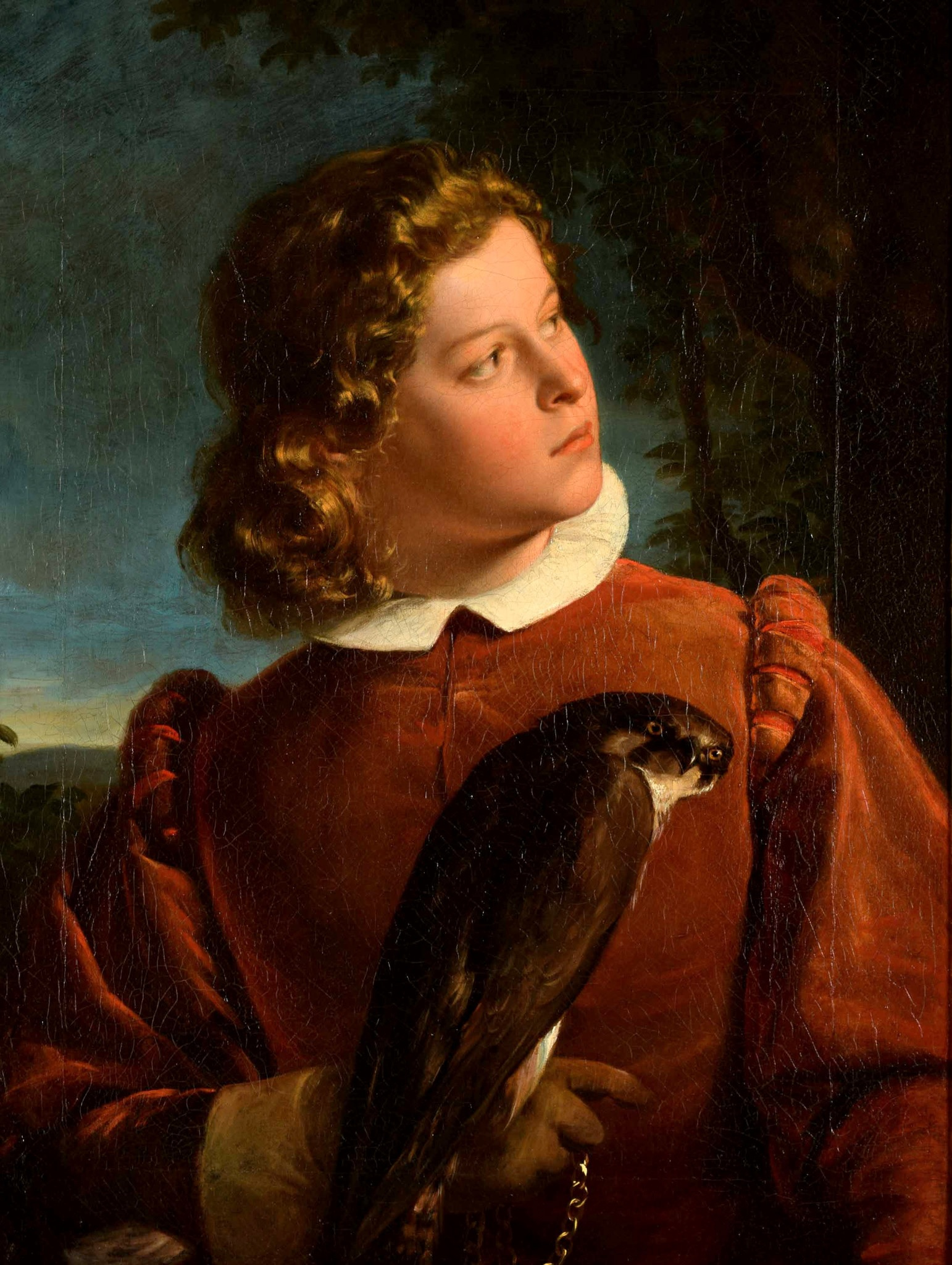
Il falconiere, 1883
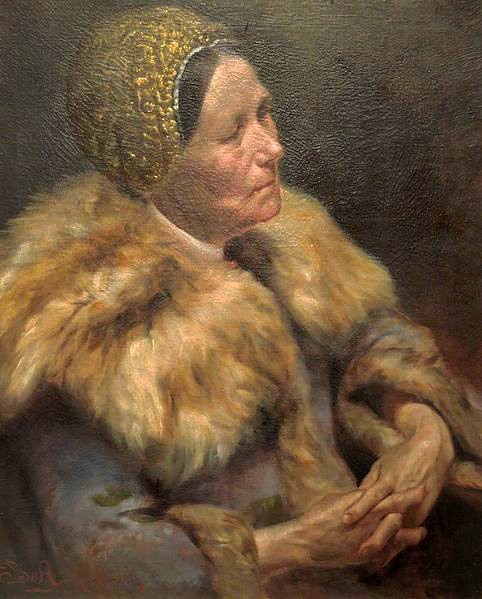
Studio di donna con cuffia ebraica, 1885
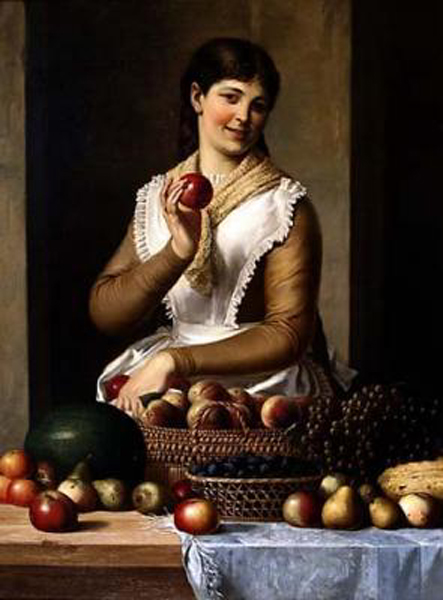
Ragazza con cesto di mele (1900-1910 circa)